# ヴィルヘルム・リスト (画家)

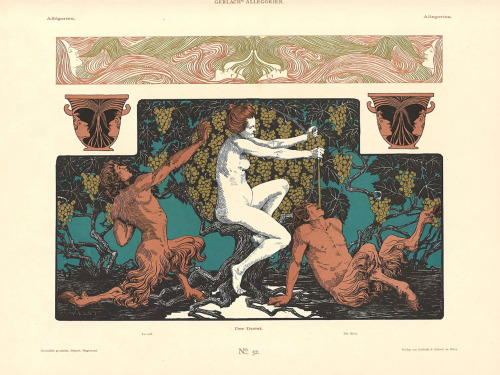
リストの版画作品

ヴィルヘルム・リスト（Wilhelm Franz List、1864年11月22日 - 1918年2月10日）は、オーストリアの画家、イラストレーターである。アールヌーボーのスタイルのイラストレーターでもあり、ウィーン分離派のメンバーの一人であった。

## 略歴
ウィーンで生まれた。父親は建築を専門とする技術者であった。ウィーン大学で学んだ後、1885年から:1889年まで、ウィーン美術アカデミーでクリスティアン・グリーペンケールに学んだ。さらにミュンヘンで修行し、パリでウィリアム・アドルフ・ブグローのもとでも修行した。
1893年からウィーンの芸術家団体「クンストラーハウス(Künstlerhaus)」の展覧会に出展を始め1896年に会員になったが、翌年には「ウィーン分離派」の創立メンバーの一人となり、分離派の展覧会に毎回出展した。
1900年と1901年には分離派のメンバーによって刊行された雑誌「Ver Sacrum」の編集責任者を務め、1902年に出版された12人分離派のメンバーがベートーヴェンを描いたイラスト集に作品が掲載された。
1905年にグスタフ・クリムトを中心とするメンバーとともに分離派を脱退した。
グスタフ・クリムトに近いスタイルの人物画などを描いた。

## 作品

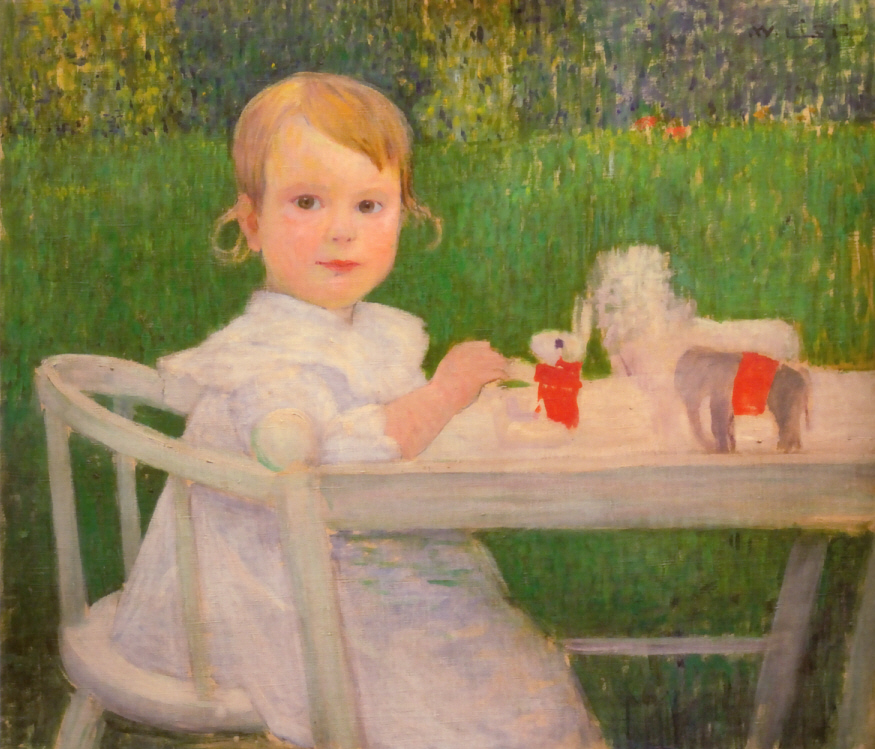
子供の肖像画(1915)
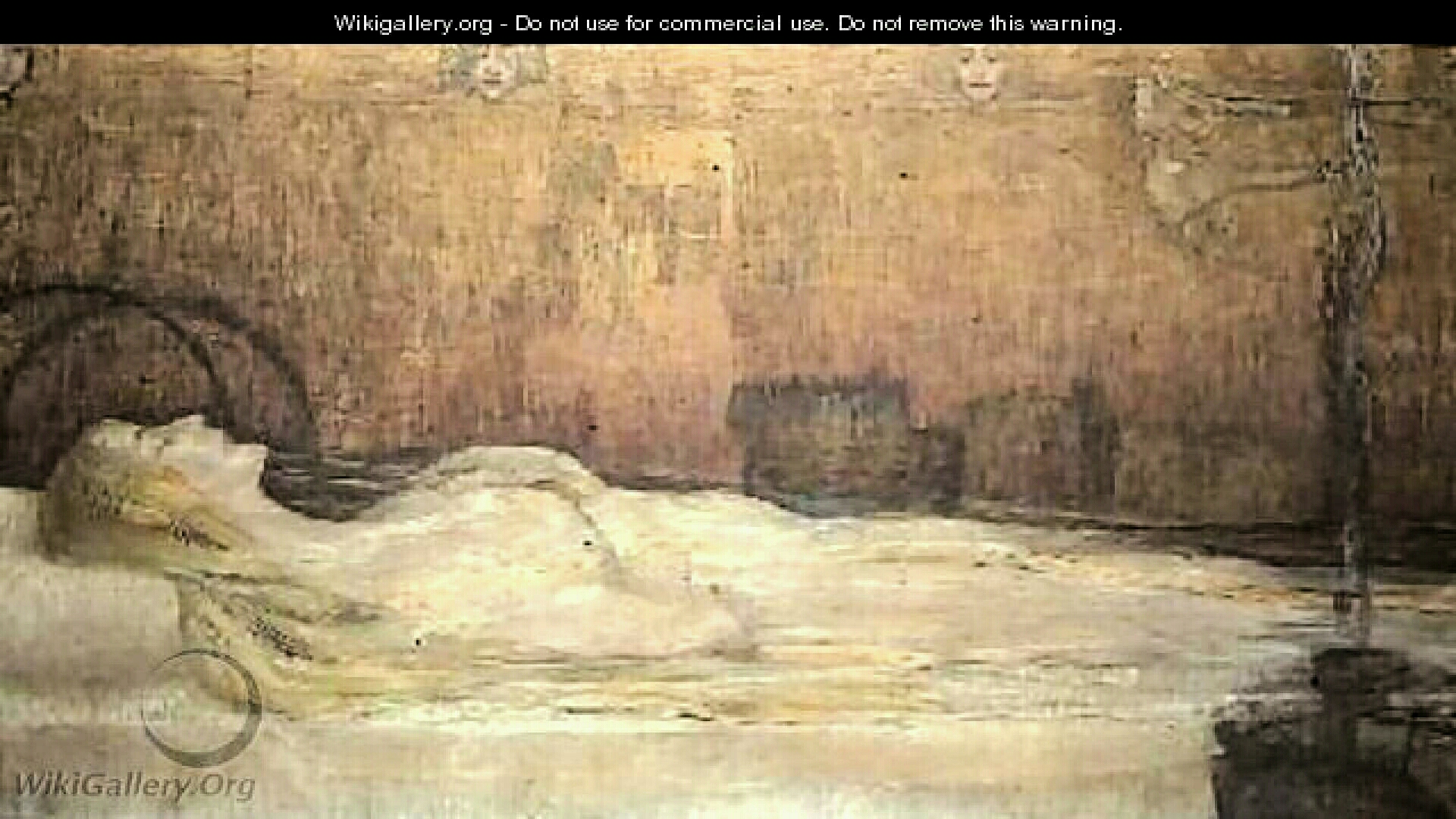
供物（聖エリザベトの死）

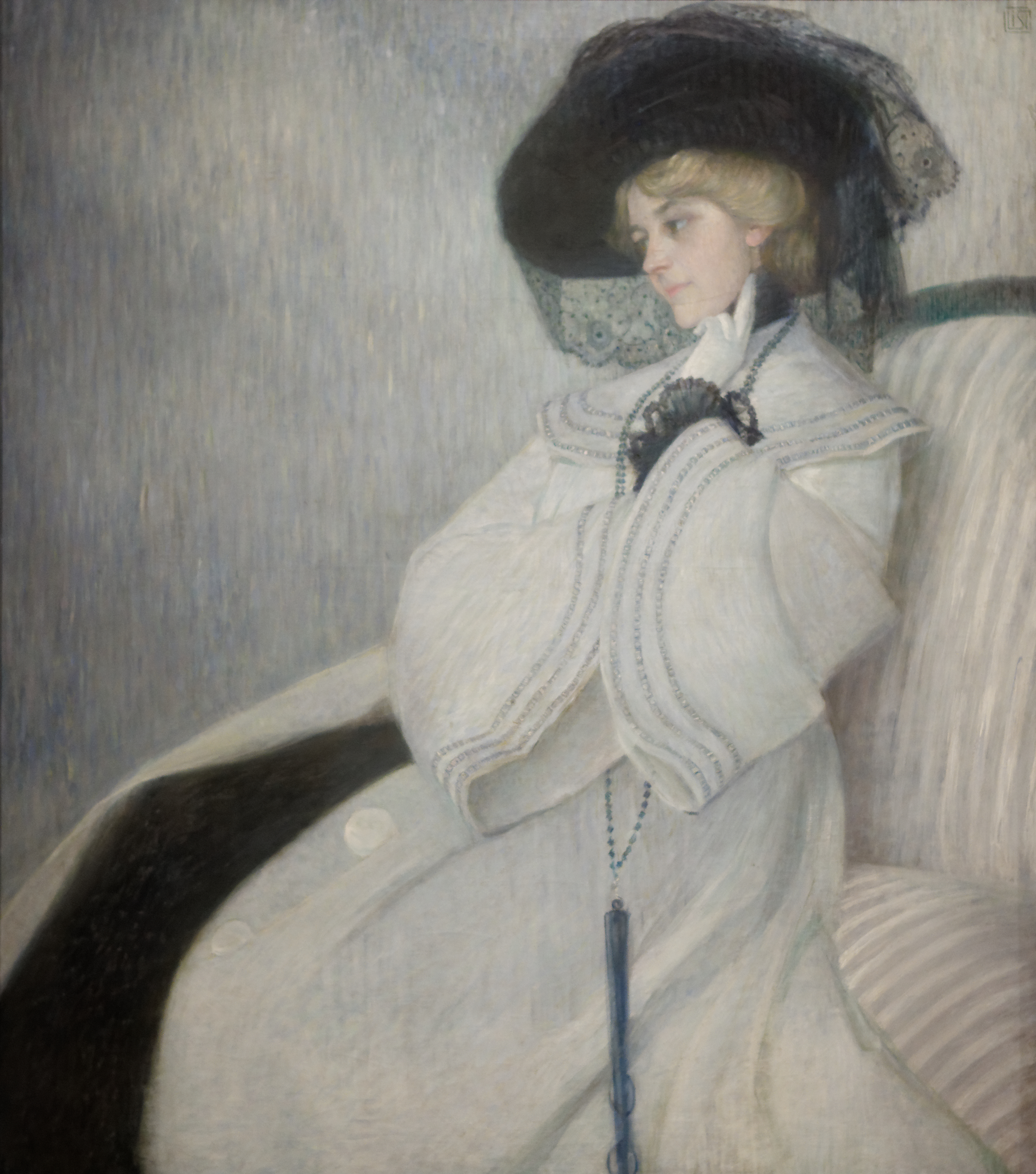
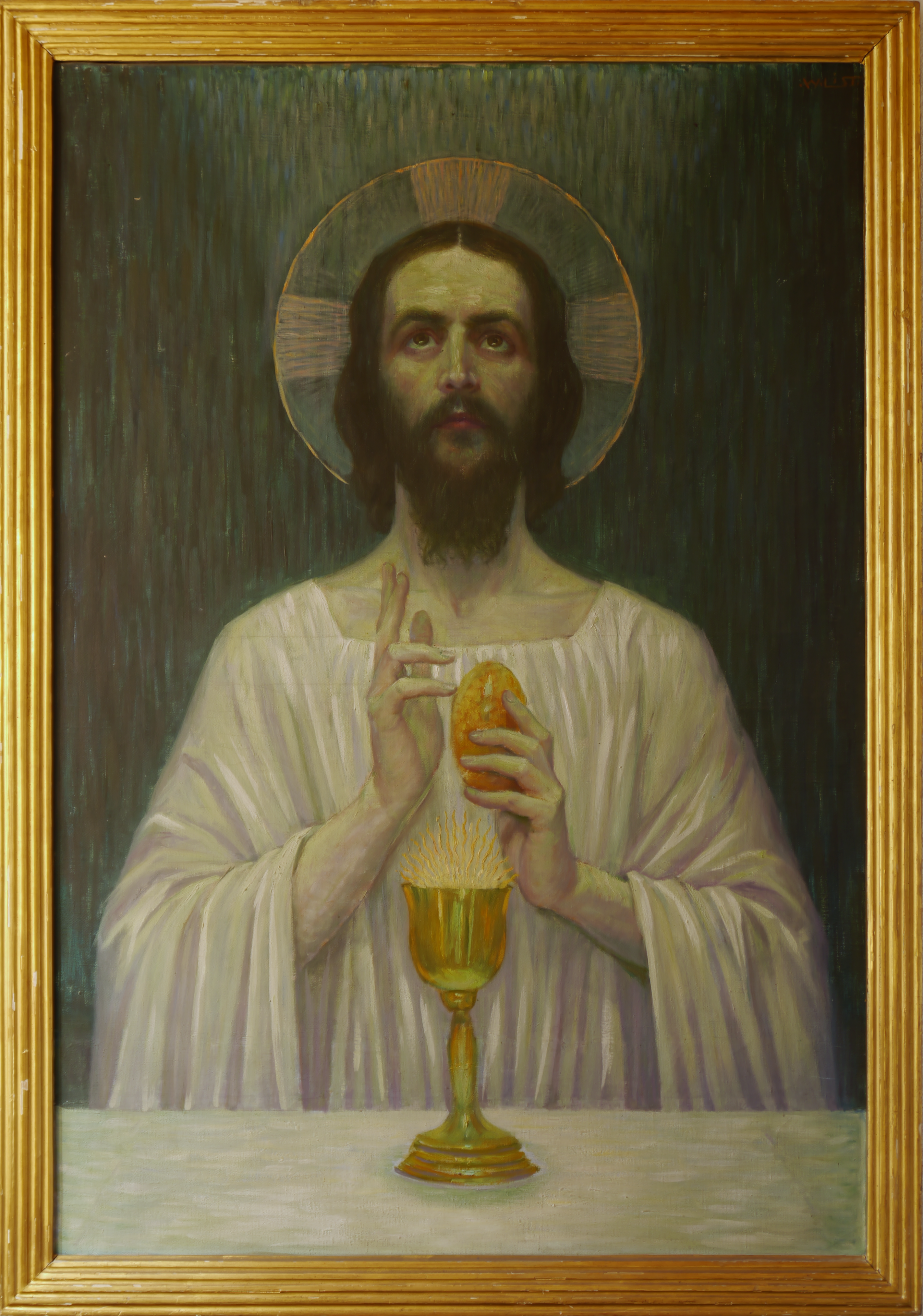
パンとワインを持つキリスト
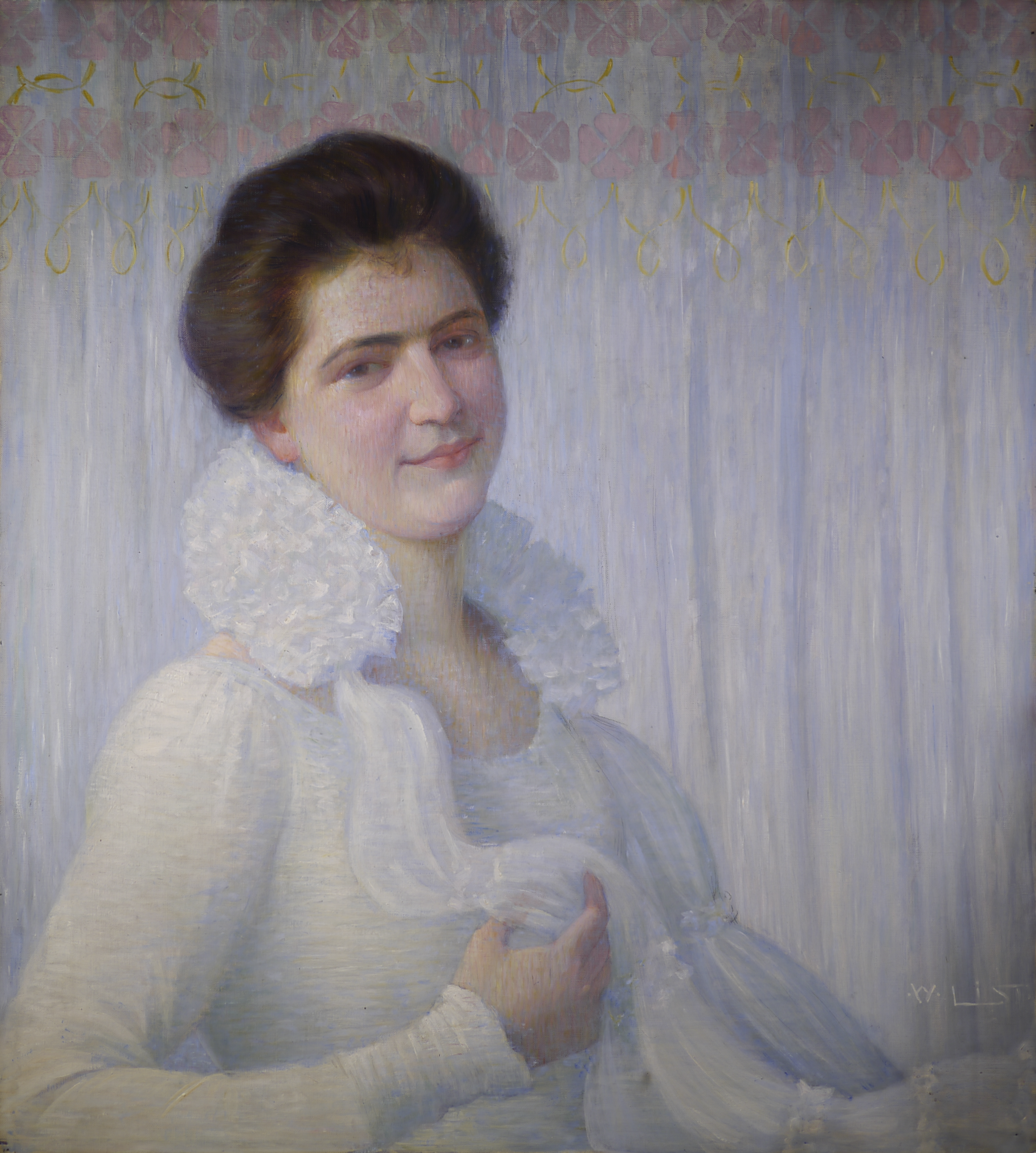
肖像画